# O säg, vart skyndar denna hop
O säg, vart skyndar denna hop (också kallad Jesus av Nasaret går här fram) skrevs 1864 av författarinnan miss Etta "Emma" Campbell efter inspiration av en predikan som hölls av pastor R. G. Pardie över Lukas 18:37. I original hette den What means this eager anxious throng. översatt till svenska 1875 av Johan Erik Nyström
Melodin komponerad av T. E. Perkins.

## Publicerad i
- Ira D. Sankey's Sacred songs 1873.
- Sånger till Lammets lof häfte 1 1875.
- Svenska Missionsförbundets sångbok 1894 i en ny översättning av Nyström 1893.